# Серафим (Чичаґов)
Серафим (в миру Леонід Михайлович Чичаґов; *21 січня 1856, Санкт-Петербург — †11 грудня 1937, Бутовський полігон, Московська область) — російський монархіст, один із лідерів російського націоналістичного руху до Першої Світової війни. З юності — військовик, учасник війни з Османською імперією 1877—1878. Також лікар-гомеопат. Автор цероквної музики та агеографічної літератури. У 1893 році прийняв священний сан. Настоятель суздальського Спасо-Евфімієвого монастиря та Ново-Єрусалимського монастиря під Москвою. Організатор церковного прославлення монаха Дивеєвського монастиря Серафима Саровського. Єпископ «Сухумський», «Орловський і Севський», «Тверський і Кашинський», «Кишинівський та Хотинський». У часи СССР — єпископ Варшавський, а згодом — митрополит Ленінградський. Жертва сталінського терору.

## Біографія
Народився в Санкт-Петербурзі в родині генерал-майора артилерії Михаїла Чичаґова. Належав до одного з найбільш відомих дворянських родів Костромської губернії на Московщині. Дід — дійсний статський радник, історик Никифор Чичаґов. Серед предків — адмірали Василій Чичаґов і Павєл Чичаґов.
За спогадами протопресвітера Георгія Шавельського, "про своє дворянство архієпископ Серафим ніколи не забував і ставив його, у крайньому випадку, не нижче свого архієпископства. Коли 1913 архієпископ Владімір Путята, теж колишній гвардійський офіцер, був викритий у тяжких злочинах і відданий під суд, архієпископ Серафим докоряв йому:
|  | "Володимир, як тобі не соромно, ти осоромлюєш наш дворянський стан!" |

## Освіта
Навчався у Першій Санкт-Петербурзькій класичній гімназії, закінчив по першому розряду Пажеський корпус 1875. Пізніше згадував:
|  | «Ми були виховані у вірі і православ'ї, але якщо виходили з корпусу недостатньо пройнятими церковністю, проте добре розуміли, що православ'я є сила, фортеця і цінність нашої любої батьківщини». |

Здобув освіту також у Михайлівській артилерійській академії.

## Військова служба

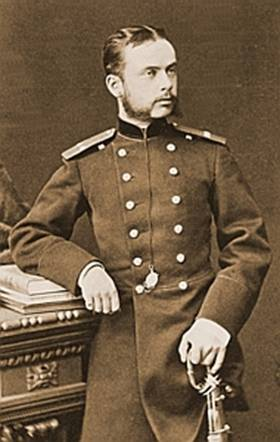

1875 вступив в чині підпоручика в 7-у кінно-артилерійську бригаду, у зв'язку з її скасуванням переведений в 5-у кінно-артилерійську бригаду. Був прикомандирований до 1-ї батареї Гвардійської кінно-артилерійської бригади Російської імператорської армії.
1876 — прапорщик, потім підпоручик 1-ї батареї Гвардійської кінно-артилерійської бригади.
1877-1878 брав участь у агресії Московщини проти Османської імперії. Нагороджений орденами Святої Анни IV ступеня з написом «За хоробрість» (за відзнаку в боях під Гірським Дубняком 12 жовтня і Телішем 16 жовтня 1877 року), Святого Станіслава III ступеня з мечами і бантом (за перехід через Балкани 13-19 грудня 1877) , Святої Анни III ступеня з мечами і бантом (за бій під Філіппополем 3 — 5 січня 1878) шаблею з дарчим написом від імператора (за облогу і взяття Плевена).
З 1878 — поручик, з 1881 — штабс-капітан. З 1880 — ад'ютант помічника генерал-фельдцейхмейстера генерала графа Олександра Баранцова. 1881 нагороджений орденом Святого Станіслава II ступеня.
1881 відряджений до Франції на маневри французьких військ, вивчав устрій французької артилерії. 1882 нагороджений Кавалерським хрестом ордена Почесного легіону і чорногорським орденом Князя Данила Першого IV ступеня.
Брав участь в озброєнні фортець на західному кордоні Московської імперії і оснащенні болгарської армії. 1883 — нагороджений Румунським Залізним хрестом, болгарським орденом «Святий Олександр» III ступеня. 1884 нагороджений орденом Святої Анни II ступеня.
1890 звільнений у відставку, 1891 — «для зрівняння з однолітками» отримав чин полковника.

## Священик
З 1878 був духовним чадом священика Івана Кронштадтського; з благословення останнього вийшов у відставку і прийняв духовний сан. Єпархіальний орган Тверської єпархії ВПСРІ в квітні 1914 писав у біографічному нарисі про свого нового архіпастиря:
|  | «О. Іоанн Кронштадтський, у якого він проходив досвід слухняності, благословив його бути священиком». |

З 1881 — староста Преображенського собору і ктитор Сергіївського всієї артилерії собору в Санкт-Петербурзі, в селі Клементьєво самостійно вивчав богословські науки. Цікавився проблемами народної медицини (автор системи лікування організму ліками рослинного походження, що викладена ним у фундаментальній праці «Медичні бесіди»). Крім того, підготував до публікації мемуари адмірала Павла Чичаґова.
26 лютого 1893 в московському синодальному храмі дванадцяти апостолів (в Кремлі) був висвячений в сан диякона; 28 лютого того ж року — в сан священика цього храму. На свої гроші реставрував храм і заснував при ньому Товариство Білого хреста, що мало на меті допомогу офіцерським дітям.
З 14 лютого 1896 — священик храму Миколи Чудотворця в Старому Ваганьково, опікувався артилерійськими частинами Московського військового округу. До цього храм протягом тридцяти років був закритий; отець Леонід на свої гроші реставрував і його. У період настоятельства був нагороджений болгарським орденом Святого Олександра «За цивільні заслуги» II ступеня і грецьким орденом Христа Спасителя II ступеня.

## Чернецтвоі участь в прославленніСерафима Саровського

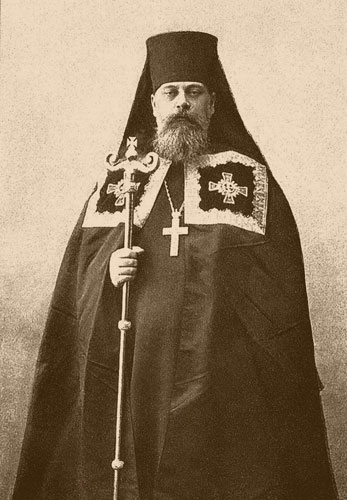
Архімандрит Серафим

1896 видав «Літопис Серафимо-Дівеєвського монастиря», значна частина якого була присвячена діяльності Серафима Саровського. Відвідав цей монастир, де монахиня Пелагія, пам'ятала старця Серафима, сказала йому: «От добре, що ти прийшов, я тебе давно чекаю: преподобний Серафим велів тобі передати, щоб ти доповів царю, що настав час відкриття його мощей, прославляння».
Пізніше дійсно отримав аудієнцію у імператора Ніколая II, передав йому свою книгу, що сприяло канонізації Серафима Саровського.
Овдовівши 14 серпня 1898 прийняв чернечий постриг з ім'ям Серафим. 1899 — призначений настоятелем суздальського Спасо-Евфімієвого монастиря з призначенням благочинним монастирів Владімірської єпархії ВПСРІ. Займався реставрацією цього монастиря, написав житіє преподобного Євфимія. При ньому було відремонтовано арештантське відділення (призначалося для осіб духовного звання), для в'язнів влаштована бібліотека, а деякі з них звільнені за його клопотанням.
1902 — йому були доручені підготовчі роботи з канонізації Серафима Саровського, що відбулася 1903. Написав житіє преподобного, випустив друге видання «Літопису Серафимо-Дівеєвського монастиря». Був одним з організаторів церемонії прославлення.

### Настоятель Ново-Єрусалимського монастиря
5 лютого 1904 — призначений настоятелем Воскресенського Ново-Єрусалимського монастиря. Для реставрації іконостасів архімандрит Серафим запросив іконописця Олександра Лебедєва, якого знав по його роботам:
|  | «Лебедєв цілком виправдав цей вибір. Реставрація проводилася за всіма правилами мистецтва. З кожного образу до реставрації знімався фотографічний знімок, щоб у будь-який час і будь-хто міг бачити точність відтворення і судити про цінності мистецтва». |

### Архієрейське служіння до і після революції
10 квітня 1905 в Успенському соборі Московського кремля митрополитом Московським Владіміром Богоявленським та іншими архієреями хіротонізований в єпископа Сухумського.
20 січня 1906 єпископ Серафим передав в Румянцевський музей сімейний архів адміралів Василія Чичаґова і Павла Чичаґова.
З 6 лютого 1906 — єпископ Орловський і Севський. При ньому в єпархії засновані церковно-парафіяльні ради. Поширював серед духовенства духовну літературу, проводив часті співбесіди, був відомий своєю благодійністю. За організацію парафіяльного життя в єпархії нагороджений орденом Святої Анни I ступеня.
З 16 вересня 1908 — єпископ Кишинівський і Хотинський в окупованій частині Румунії. Боровся з «іннокентьєвщиною» — поширеним в єпархії антицерковним рухом. Виступав за збереження так званої «чистої молдавської мови» в богослужінні, тавруючи літературну румунську мову.
У листі від 14 листопада 1910 року писав:
|  | «Перед очима щодня картина розкладання нашого духовенства. Ніякої надії, щоб воно схаменулися, зрозуміло своє становище! Все те ж пияцтво, розпуста, сутяжництво, вимагання, світські захоплення! Останні віруючі - здригаються від розбещення або нестями духовенства, і ще трохи, сектантство візьме верх... Нікого і немає, хто б міг зрозуміти нарешті, на якому краю загибелі Церква, і віддати собі звіт в тому, що відбувається... Час сприятливий пропущено, хвороба духу охопила весь державний організм, перелому хвороби не може трапитися і духовенство котиться у прірву, без опору і сил для протидії. Ще рік - і не буде навіть простого народу близько нас, все встане, все відмовиться від таких божевільних і огидних керівників... Що ж може бути з державою? Вона загине разом з нами! Тепер уже байдуже, який Синод, які Прокурори, які Семінарії та Академії; все охоплено агонією, і смерть наша наближається». |

16 травня 1912 возведений у сан архієпископа.
1911 — почесний голова Всеросійського з'їзду «русскіх людєй» у Москві. Один із лідерів новітнього націоналістичного руху московитів.
З 20 березня 1914 — архієпископ Тверський і Кашинський.
Під час Першої світової війни організовував допомогу біженцям, оснащував необхідними засобами шпиталі і санітарні поїзди, закликав єпархіальний клір вступати до лав військового духовенства, а парафіяльних паламарів — йти на військову службу. Збирав пожертви для поранених.
29 лютого 1916 обраний членом Державної ради від чорного духовенства. Входив до Правої групи московських націоналістів, був членом комісії у справах народної освіти.
1917 як монархіст звільнений з Тверської архієрейської кафедри. Брав участь в роботі Помісного собору 1917—1918 років в Москві.
З 17 вересня 1918 — митрополит Варшавський і Привіслинський; через військово-політичну ситуацію не зміг виїхати до Варшави, жив в Чернігівському скиті Троїце-Сергієвої лаври.

### Часи СССР
З 1920 — в Москві, де служив в різних храмах.
24 червня 1921 видано постанову судової трійки ВЧК про його ув'язнення в концтабір строком на два роки за звинуваченням в тому, що в разі запланованого виїзду в Польщу він мав намір «координувати — проти російських трудящих мас — за кордоном фронт скиненутих російських поміщиків і капіталістів під прапором дружини друзів Ісуса». Однак був заарештований лише 21 вересня того ж року, запроторений в Таганську в'язницю. Тяжко захворів і 16 січня 1922 звільнений.
25 квітня 1922 — рішенням судової колегії ГПУ висланий в Архангельську область. У березні 1923 висланий в Марійську область. 16 квітня 1924 знову заарештований за звинуваченням в організації прославлення преподобного Серафима Саровського в 1903 році; 14 липня звільнений з-під варти за клопотанням Патріарха, але був змушений покинути Москву. Жив у Воскресенському Феодорівському монастирі під Шуєю на спокої.

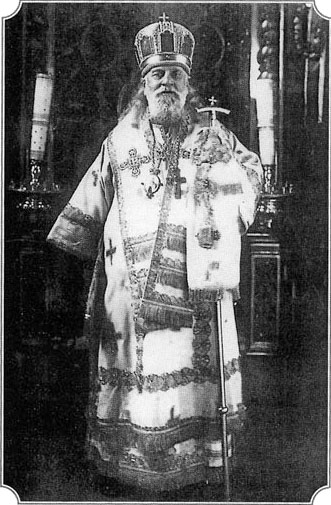
Серафим, митрополит Ленінградський

1927 визнав владу заступника Патріаршого місцеблюстителя — митрополита Сергія Страгородського і підтримав його декларацію, спрямовану на підпорядкування російсько-большевицькому режиму.
З 10 лютого 1928 року — сергіанський «митрополит Ленінградський і Гдовський». Боровся як з обновленством, так і з «правою» опозицією митрополита Сергія Страгородського в особі вельми сильної в Ленінграді партії «іосифлян» — єпископа Іосифа Петрових. Перше богослужіння в Ленінграді зробив 18 березня в Спасо-Преображенському соборі, де колись був ктитором; останнє — там же 24 жовтня 1933.
За його правління Ленінградською єпархією в Ленінграді відбулося перше масове закриття великих парафіяльних храмів (деякі з них тут же демонстративно знесли); в лютому 1932 року були заарештовані, а потім вислані практично всі ченці. У 1931 році цілком «безбожним» став Кронштадт — всі храми міста закрили, все духовенство вислали. При паспортизації міського населення не отримав прописку в Ленінграді і був змушений виїхати в Тихвін.
14 жовтня 1933 звільнений на спокій за станом здоров'я. Відслуживши 24 жовтня 1933 року Божественну літургію в храмі своєї юності — Спасо-Преображенському соборі, митрополит Серафим назавжди покинув своє рідне місто, передавши свою паству митрополиту Алексію Симанському.

## Нагороди
- Орден Святого Володимира IV ступеня 1902
- Орден Святого Володимира III ступеня 1905
- Орден Святої Анни I ступеня 1908
- Орден Святого Володимира II ступеня 1916

## Останні роки життя, арешт і розстріл
1933-1934 жив у Москві: деякий час в резиденції митрополита Сергія поблизу Богоявленського собору в Єлохові, потім в селищі Малахівка, знімаючи дві кімнати у єврейській сім'ї. Складав церковну музику, ніколи не розлучався з фісгармонією (вже після канонізації, в 1999 вперше публічно виконано його твір «Листки з музичного щоденника»).
Велику увагу приділяв церковному співу. Малював, займався іконописом. Автор образів Спасителя в білому хітоні і преподобного Серафима, який молиться на камені, що знаходяться в московській церкви в ім'я пророка Божого Іллі, що в Обиденному провулку.
Протоієрей Стефан Ляшевський, який відвідав Москву в 1936 році, згадував:
|  | «Я був безмежно щасливий побачити в останній раз, як потім виявилося, великого мого вчителя Митрополита Серафима Чичаґова), що жив на спокої в Москві, і якого я вже не бачив перед тим кілька років. Зі сльозами обійняв він мене. Відчував великий Святитель, що бачить мене востаннє, багато він мені заповідав на майбутнє, поспішаючи все висловити » |

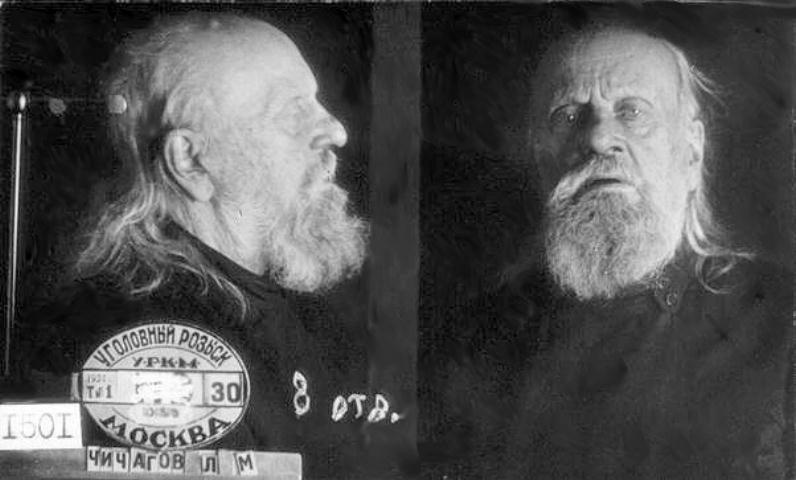
Фотографія владики Серафима з кримінальної справи, 1937 рік

30 листопада 1937 рік а заарештований, перебуваючи в стані важкої хвороби, був винесений з дому на ношах і доставлений в Таганську в'язницю на арештантській машині під виглядом машини «швидкої допомоги». При арешті у нього було вилучено рукопис другого тому «Літопису Серафимо-Дівеєвського монастиря», книги, музичні твори, ікони, облачення.
На допиті 3 грудня заперечував, що «обробляв в антирадянському дусі» своїх шанувальників. Один зі свідків у його справі показав, що митрополит Серафим говорив:

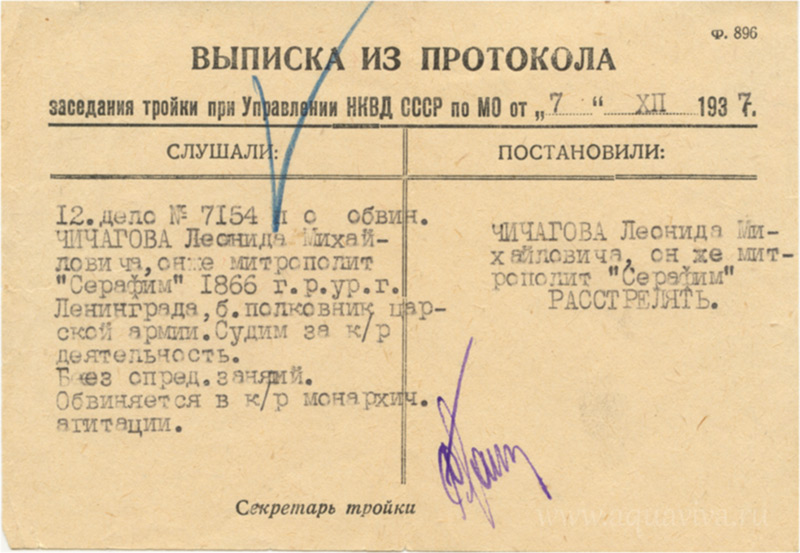
Виписка з протоколу засідання трійки при управлінні НКВС СРСР по Московській області від 7.12.1937

7 грудня 1937 трійка УНКВС по Московській області прийняла постанову про його розстріл за звинуваченням у «контрреволюційній монархічної агітації». Розстріляний 11 грудня на полігоні НКВД в підмосковному селищі Бутово
Через п'ятдесят років, 10 листопада 1988 Чичаґов реабілітований самими комуністами.

## Родина
- Батько — Михайло Чичаґов, полковник артилерії, потім генерал-майор (1819–1866).
- Мати — Марія Чичаґова.
- Дружина (з 8 квітня 1879 року) — Наталія Дохтурова, дочка камергера двору імператора, внучата племінниця героя російсько-французької війни 1812 року генерала Дмитра Дохтурова. Померла в 1895 році.
- Доньки — Віра, Наталія, Леоніда, Катерина.
- Онука — Варвара Резон-Чичаґова, в шлюбі Чорна, потім ігуменя Серафима (1914–1999).

## Пам'ять
У 1997 році Архієрейським собором Російської православної церкви зарахований до лику святих як новомученик.
У грудні 2016 року в актовій залі Першої гімназії (нині школа № 321, Санкт-Петербург), де навчався Чичаґов, відкрита меморіальна дошка.

## Праці
- Французька артилерія в 1882 році // Артилерійський журнал. — 1883. — № 6, 8.
- Архів адмірала П. В. Чичаґова / [Складено Л. М. Чичаґовим]: Вип. 1 [і єдиний]. — СПб .: Тип. С. Добродєєва, 1885. — 156 с.
- Чичаґов Л. М. Павло Чичаґов // Руосійська старіна. — 1886. — № 5.
- Доблесті російських воїнів (опис з минулої війни. Опис окремих подвигів 1877—1878 рр.) — Вип. I—II. — 3-е изд. — СПб., 1891.
- Щоденник перебування імператора Олександра II в Дунайській армії 1877—1878 р — СПб., 1885; СПб, 1995.
- Що служить підставою кожній науці. — М., 1890.
- Медичні бесіди. — Ч. I—II. — М., 1892; Ч. III—IV. — M., 1895.
- Літопис Серафимо-Дівеєвського монастиря Нижегородської губернії Ардатовського повіту. — М., 1896; СПб., 1903; Краснодар, 1991.
- Короткий зміст літопису Серафимо-Дівеєвського монастиря. — М., 1896.
- Зосімова пустель в ім'я Смоленської Божої Матері. Літописний нарис. — М., 1899.
- Житіє преподобного Серафима, Саровського чудотворця. — 2-е вид. — СПб., 1903.
- Житіє Євфимія преп. священно-архімандрита Суздальського чудотворця. — СПб., 1904

У 1993 році в Санкт-Петербурзі побачив світ двотомник «Хай буде воля Твоя», до якої увійшло багато праць святителя Серафима. У 2003 році книга була перевидана (в одному великому томі, з додатком нових матеріалів) в Москві.
- Медична спадщина священномученика митрополита Серафима Чичаґова. — М .: Вид-во Стрітенського монастиря, 2007. — ISBN 978-5-7533-0124-6.